# Carl Adam Bischoff
Carl Adam Bischoff (* 8. April 1855 in Würzburg; † 18. Oktober 1908 in München) war ein deutscher Chemiker.

## Leben
Bischoff war der Sohn eines Fabrikbesitzers und studierte ab 1873 zunächst Medizin und dann Chemie in Würzburg (bei Johannes Wislicenus), Wiesbaden (1876 bei Carl Remigius Fresenius) und Heidelberg (1877 bei Robert Bunsen). Bei Wislicenus arbeitete er mit Max Conrad zusammen und ging als Assistent von Wislicenus mit diesem 1885 nach Leipzig und war dort (wie schon in Würzburg) Privatdozent. 1887 wurde er Professor in Riga am Polytechnikum als Nachfolger von Wilhelm Ostwald. 
Er befasste sich mit organischen Synthesen und war ein Pionier der Stereochemie, worüber er 1894 ein Handbuch mit Paul Walden herausgab.
Am 18. Oktober 1888 wurde er Mitglied der  Leopoldina.

## Schriften
- mit Paul Walden (Herausgeber): Handbuch der Stereochemie. H. Bechhold, Frankfurt a. M. 1894, Archive